# Corba de dissociació de l'oxihemoglobina
La corba de dissociació de l'oxihemoglobina representa la proporció d'hemoglobina saturada en l'eix vertical o d'ordenades en funció de la pressió d'oxigen existent, en l'eix horitzontal o d'abscisses. La corba de dissociació de l'hemoglobina és una eina important per entendre com la sang transporta i distribueix l'oxigen per tot l'organisme. Específicament, la corba de dissociació de l'hemoglobina descriu la saturació de l'oxigen (SO₂) i la pressió parcial de l'oxigen a la sang (PO₂), i està determinada pel que s'anomena "afinitat de l'hemoglobina per l'oxigen"; que és, la facilitat que mostra l'hemoglobina per captar l'oxigen i distribuir les molècules d'oxigen en el líquid que la rodeja.

## Rerefons
L'hemoglobina (Hb), una proteïna globular, és el vehicle principal pel transport de l'oxigen a través de la sang. L'oxigen és també transportat dissolt al plasma, però en menor grau. L'hemoglobina està continguda als eritròcits, més comunament coneguts com a glòbuls vermells. Sota certes condicions, l'oxigen unit a l'hemoglobina s'allibera al plasma sanguini i és absorbit pels teixits. Cada molècula d'hemoglobina té la capacitat de transportar quatre molècules d'oxigen. La capacitat de la molècula que és utilitzada per l'oxigen en un moment determinat es coneix com a saturació d'oxigen. Expressada com a percentatge, la saturació d'oxigen és la raó de la quantitat d'oxigen unida a l'hemoglobina, en funció de la capacitat de l'hemoglobina per transportar oxigen. Aquesta capacitat de l'hemoglobina per la captació i el transport d'oxigen està determinada pel tipus d'hemoglobina present a la sang. La quantitat d'oxigen unit a l'hemoglobina a qualsevol moment està relacionada, en gran manera, a la pressió parcial de l'oxigen al qual l'hemoglobina està exposada. Als pulmons, i més concretament, a la superfície alveolar-capil·lar, la pressió parcial de l'oxigen és habitualment alta i, per tant, l'oxigen s'uneix fàcilment a l'hemoglobina present. Com que la sang circula a altres teixits de l'organisme on la pressió parcial de l'oxigen és inferior, l'hemoglobina distribueix l'oxigen dins els teixits donat que l'hemoglobina no pot mantenir plenament la seva capacitat d'unió a l'oxigen en presència de pressions parcials d'oxigen baixes.

## Corba sigmoïdal

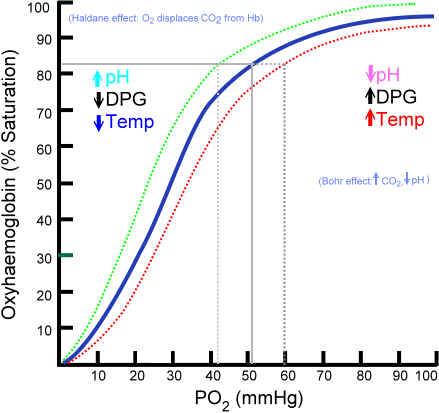
Corba de dissociació estàndard de l'oxihemoglobina

La forma de la corba traçada resulta de la interacció de les molècules d'hemoglobina unides a l'oxigen amb les molècules entrants. La unió de la primera molècula d'oxigen és difícil. Això no obstant, aquesta primera unió facilita l'ancoratge d'una segona i d'una tercera molècula d'oxigen, i és només quan la quarta molècula s'ha d'unir que la dificultat incrementa, per una banda com a resultat del desplaçament de la molècula d'hemoglobina i per l'altra per la tendència natural de l'oxigen a dissociar-se.
En la seva forma més simple, la corba de dissociació de l'oxihemoglobina descriu la relació entre la pressió parcial de l'oxigen (eix d'abscisses) i la saturació de l'oxigen (eix d'ordenades). L'afinitat de l'hemoglobina per l'oxigen incrementa amb la successiva unió de molècules d'oxigen. A mesura que augmenta la pressió parcial de l'oxigen, s'uneixen més molècules d'oxigen a l'hemoglobina fins que s'assoleix la màxima quantitat que es pot unir.
A mesura que es va assolint aquest límit, es van donant cada cop menys casos d'unions addicionals i la corba s'estabilitza a mesura que l'hemoglobina comença a saturar-se d'oxigen. És per això que la corba té una forma similar a una S o sigmoïdal. A pressions per sobre d'uns 60 mm Hg, la dissociació estàndard de la corba és relativament plana, el que significa que el contingut d'oxigen no canvia significativament ni tan sols amb grans increments de la pressió parcial de l'oxigen. Per tal que el teixit captés més oxigen, serien necessàries transfusions de sang per incrementar la quantitat d'hemoglobina (i com a resultat, la capacitat de captació de l'oxigen), o un suplement d'oxigen que incrementaria la concentració d'oxigen dissolt al plasma. Malgrat que la unió de l'oxigen a l'hemoglobina continua donant-se en certa manera a pressions al voltant de 50 mm Hg, a causa del fet que les pressions parcials de l'oxigen disminueixen en aquesta zona escarpada de la corba, l'oxigen és descarregat als teixits de la perifèria, ja que l'afinitat de l'hemoglobina per l'oxigen disminueix. La pressió parcial de l'oxigen a la sang a la qual l'hemoglobina es troba saturada en un 50%, habitualment rondant pels 26.6 mm Hg en una persona sana, es coneix com a P50. La P50 és una mesura convencional de l'afinitat de l'hemoglobina per l'oxigen. En presència de malalties o altres condicions que modifiquen l'afinitat de l'oxigen per l'hemoglobina, i consegüentment, desplacen la corba de dissociació cap a la dreta o cap a l'esquerra, la P50 canvia en funció d'aquesta modificació. Una P50 elevada indica un gir cap a la dreta en la corba estàndard, el que significa que es necessita una pressió parcial més elevada per mantenir una saturació d'oxigen del 50%. Això indica una disminució de l'afinitat de l'hemoglobina per l'oxigen. En el cas contrari, una baixa P50 indica un gir cap a l'esquerra en la corba estàndard i, per tant, una afinitat superior.
L'altiplà de la corba de dissociació de l'oxihemoglobina és el rang existent als capil·lars pulmonars (reducció mínima de l'oxigen transportat fins que la pO2 cau a 50 mm Hg). La part més escarpada de la corba de dissociació de l'oxihemoglobina és el rang existent als capil·lars sistemàtics (una petita caiguda en la pressió parcial de l'oxigen del sistema capil·lar pot donar lloc a l'alliberament de grans quantitats d'oxigen per a cèl·lules metabòlicament actives).
Per contemplar l'afinitat relativa de cada molècula d'oxigen que és alliberada/afegida de/a l'hemoglobina a partir de la corba, cal comparar l'increment o disminució de la pressió parcial de l'oxigen necessària perquè tingui lloc el corresponent increment o disminució en la saturació de l'oxigen.

## Factors que afecten la corba de dissociació estàndard

### Factors que afecten la corba de dissociació estàndard
La força amb la que l'oxigen s'uneix a l'hemoglobina ve determinada per diversos factors, que alteren la corba de dissociació de l'oxihemoglobina. Una desviació de la corba cap a la dreta indica que l'afinitat de l'hemoglobina per l'oxigen ha disminuït. Aquest fet fa que l'hemoglobina tingui més dificultat per unir-se a l'oxigen (per tant, necessita una pressió parcial d'oxigen més alta per assolir la mateixa saturació d'oxigen), però fa que l'hemoglobina desprengui més fàcilment l'oxigen que porta unit. L'efecte d'aquesta desviació cap a la dreta de la corba augmenta la pressió parcial de l'oxigen en els teixits on es necessita més; com per exemple, fent exercici o durant un xoc hemorràgic. Contràriament, quan la pressió parcial de l'oxigen disminueix s'observa un desplaçament de la corba cap a l'esquerra. Aquest canvi indica que l'afinitat de l'hemoglobina que s'està observant per l'oxigen s'ha incrementat, per tant es poden unir més fàcilment i el descarrega amb més dificultat (com passa als pulmons). De 
manera similar, un desplaçament cap a la dreta mostra un increment de l'afinitat, com podria passar en un augment de temperatura corporal, de protons, de 2,3-bifosfoglicerat o de diòxid de carboni (Efecte Bohr).
|                           | Desplaçament cap a la dreta (més afinitat per l'O2) | Desplaçament cap a l'esquerra (baixa afinitat per l'O2) |
| ------------------------- | --------------------------------------------------- | ------------------------------------------------------- |
| Augment de la temperatura | Disminució                                          | Increment                                               |
| 2,3-DPG                   | Disminució                                          | Increment                                               |
| p(CO₂)                    | Disminució                                          | Increment                                               |
| p(CO)                     | Increment                                           | Disminució                                              |
| pH (Efecte Bohr)          | Increment (Alcalosi)                                | Disminució                                              |
| Tipus d'hemoglobina       | Hemoglobina fetal                                   | Hemoglobina adulta                                      |
La causa del desplaçament cap a la dreta pot ser recordada a partir de la regla mnemotècnica, "CADET, cap a la dreta" (CO₂, Àcid, 2,3-DPG, Exercici i Temperatura). Els factors que desvien la corba de dissociació cap a la dreta són aquells estats fisiològics on els teixits necessiten més oxigen. Per exemple, durant l'exercici els músculs presenten una taxa metabòlica més alta, i conseqüentment necessiten més oxigen, produeixen més CO2 i àcid làctic, i la seva temperatura augmenta.

### Variació de la concentració d'hidrogen
Aquest fet varia el pH de la sang. Un descens en el pH desplaça la corba estàndard a la dreta, mentre que un augment desplaça la corba a l'esquerra. Aquest fet és conegut com a l'efecte Bohr. Una reducció a la capacitat total d'unió de l'hemoglobina a l'oxigen (p.e. desplaçar la corba cap a baix, no només a la dreta) a causa d'un pH reduït és anomenat efecte arrel. Això es pot veure a peixos ossis.

### Efectes del diòxid de carboni
El diòxid de carboni afecta la corba de dues formes: primer, influencia el pH intracel·lular (efecte Bohr), i segon, l'acumulació de CO₂ causa compostos carbamino generats a través de reaccions químiques que s'uneixen a l'hemoglobina formant carbaminohemoglobina. Baixos nivells de compostos carbamino tenen l'efecte de desplaçar la corba de dissociació a la dreta, mentre que nivells més alts causen un desplaçament a l'esquerra. Tot i així, aquest no és l'efecte primordial de l'acumulació de CO2. Només un 5-10% del CO₂ total contingut a la sang és transportat per compostos carbamino. La major part del contingut de CO₂ (80-90%) és transportat per anions hidrogencarbonat. Per tant, l'elevat contingut de CO₂ crea una acidosi respiratòria i desplaça la corba de dissociació de l'oxihemoglobina a la dreta.

### Efectes del 2,3-DPG
El 2,3-difosfoglicerat o 2,3-DPG (també 2,3-bifosfoglicerat o 2,3-BPG) és un organofosfat que és creat als eritròcits durant la glicòlisi. La producció de 2,3-DPG és un mecanisme adaptatiu bastant important, ja que la seva producció incrementa en presència d'una disminució de la disponibilitat d'O₂ al teixit perifèric, com per exemple amb hipoxèmia, malalties pulmonars cròniques, anèmia, i insuficiència cardíaca congestiva, entre d'altres. Alts nivells de 2,3-DPG desplacen la corba a la dreta, mentre que nivells baixos de 2,3-DPG causen un desplaçament a l'esquerra, com s'ha vist a estats com per exemple el xoc sèptic i l'hipofosfatèmia.

### Temperatura
La temperatura no té un efecte tan gran en comparació als factors prèviament comentats. Això no obstant, la hipertèrmia ocasiona un desplaçament cap a la dreta, mentre que la hipotèrmia provoca un desplaçament cap a l'esquerra.

### Monòxid de carboni
El monòxid de carboni s'uneix al grup hem de l'hemoglobina unes 250 vegades amb més facilitat que l'oxigen. La presència de monòxid de carboni en un dels quatre llocs d'unió ocasiona que l'oxigen ubicat en un altre dels quatre grups hem de l'hemoglobina s'hi uneixi amb major afinitat. Això dificulta que l'hemoglobina pugui alliberar l'oxigen a altres teixits i té l'efecte de desplaçar la corba cap a l'esquerra (així com cap avall, degut a la competitivitat del monòxid de carboni). Amb un nivell elevat de CO, una persona pot patir d'hipòxia severa en els seus teixits a una pressió constant normal d'oxigen. 

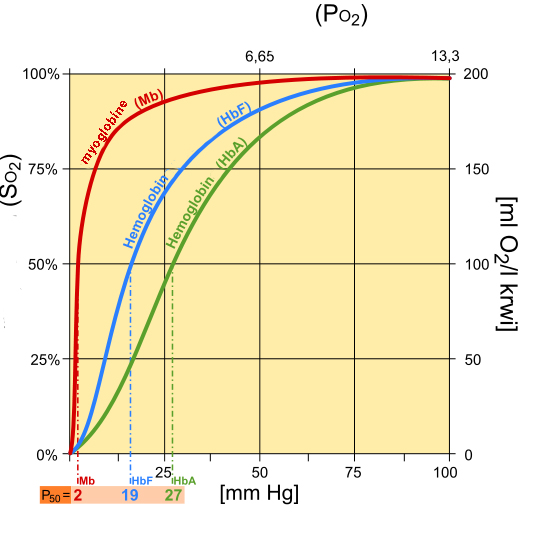
Corba de dissociació comparativa entre la mioglobina, l'hemoglobina adulta i l'hemoglobina fetal

### Efectes de la metahemoglobinèmia
La metahemoglobina és un tipus d'hemoglobina anormal on el ferro (Fe2+), que es troba normalment a l'hemoglobina, es converteix en l'estat fèrric. Aquest fet ocasiona un desplaçament de la corba cap a l'esquerra, ja que no descarrega l'oxigen de l'hemoglobina. Tanmateix, la metahemoglobina ha augmentat la seva afinitat per la cianida, i és conseqüentment útil en el tractament de l'enverinament per cianides.

## Hemoglobina fetal
L'hemoglobina fetal (HbF) és estructuralment diferent a la molècula d'hemoglobina normal (Hb). La corba de dissociació de l'hemoglobina fetal està desplaçada lleugerament cap a l'esquerra respecte a la corba de dissociació de l'hemoglobina estàndard. Típicament, les pressions de l'oxigen a les artèries fetals són baixes, i com a conseqüència, el desplaçament cap a l'esquerra augmenta la difusió de l'oxigen a través de la placenta. A la placenta hi ha una major concentració de 2,3-difosfoglicerat. El 2,3-DPG s'uneix amb més facilitat a l'hemoglobina adulta que no pas a l'hemoglobina fetal. Aquest fet indueix a que l'hemoglobina adulta alliberi més oxigen a la placenta per ser utilitzada o captada pel fetus. L'hemoglobina fetal està formada per cadenes gamma, no per cadenes beta, i a causa del fet que el 2,3-DPG no s'uneix tan fàcilment a les cadenes gamma, aquesta no es dissocia de l'oxigen captat.